# Maisoncelle-Tuilerie
Maisoncelle-Tuilerie est une commune française située dans le département de l'Oise en région Hauts-de-France.

## Géographie

### Localisation
Maisoncelle-Tuilerie est un village-rue rural du Plateau Picard situé à 21 km au nord-est de Beauvais, 34 km au sud d'Amiens. .
La commune se trouve dans l'aire urbaine de Beauvais ainsi que dans sa zone d'emploi, et dans le bassin de vie de Breteuil (Oise).

### Communes limitrophes
Les communes limitrophes sont  Froissy, Hardivillers, Oursel-Maison, Puits-la-Vallée, Sainte-Eusoye et Troussencourt.
| Oursel-Maison   | Hardivillers         | Troussencourt |
| Puits-la-Vallée | Maisoncelle-Tuilerie |               |
|                 | Froissy              | Sainte-Eusoye |

### Géologie et relief
La superficie de la commune est de 7,72 km2 ; son altitude varie de 110  à   188 mètres.
La commune est située dans une vallée sèche orientée nord/sud et qui se dirige vers la source de la Noye

### Hydrographie

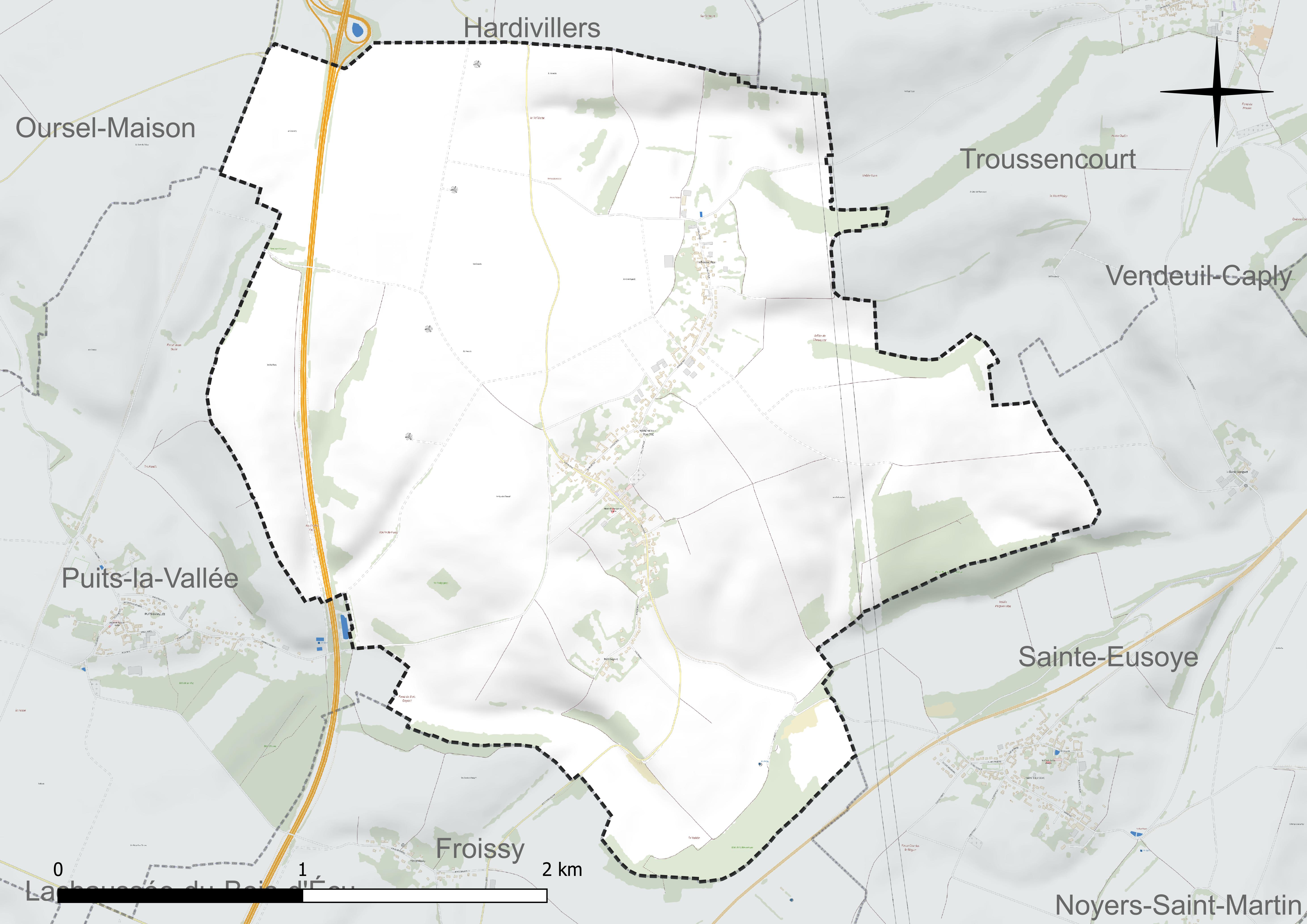
Réseau hydrographique de Maisoncelle-Tuilerie.

La commune est située dans le bassin Artois-Picardie.
Elle n'est drainée par aucun cours d'eau.

### Climat
Pour des articles plus généraux, voir Climat des Hauts-de-France et Climat de l'Oise.
En 2010, le climat de la commune est de type climat océanique dégradé des plaines du Centre et du Nord, selon une étude du CNRS s'appuyant sur une série de données couvrant la période 1971-2000. En 2020, Météo-France publie une typologie des climats de la France métropolitaine dans laquelle la commune est exposée à un climat océanique et est dans la région climatique Nord-est du bassin Parisien, caractérisée par un ensoleillement médiocre, une pluviométrie moyenne régulièrement répartie au cours de l'année et un hiver froid (3 °C).
Pour la période 1971-2000, la température annuelle moyenne est de 10,1 °C, avec une amplitude thermique annuelle de 14,1 °C. Le cumul annuel moyen de précipitations est de 749 mm, avec 11,8 jours de précipitations en janvier et 8,4 jours en juillet. Pour la période 1991-2020, la température moyenne annuelle observée sur la station météorologique la plus proche, située sur la commune de Rouvroy-les-Merles à 12 km à vol d'oiseau, est de 10,7 °C et le cumul annuel moyen de précipitations est de 647,9 mm,. Pour l'avenir, les paramètres climatiques de la commune estimés pour 2050 selon différents scénarios d'émission de gaz à effet de serre sont consultables sur un site dédié publié par Météo-France en novembre 2022.

## Urbanisme

### Typologie
Au 1er janvier 2024, Maisoncelle-Tuilerie est catégorisée commune rurale à habitat dispersé, selon la nouvelle grille communale de densité à sept niveaux définie par l'Insee en 2022.
Elle est située hors unité urbaine. Par ailleurs la commune fait partie de l'aire d'attraction de Beauvais, dont elle est une commune de la couronne,. Cette aire, qui regroupe 162 communes, est catégorisée dans les aires de 50 000 à moins de 200 000 habitants,.

### Occupation des sols

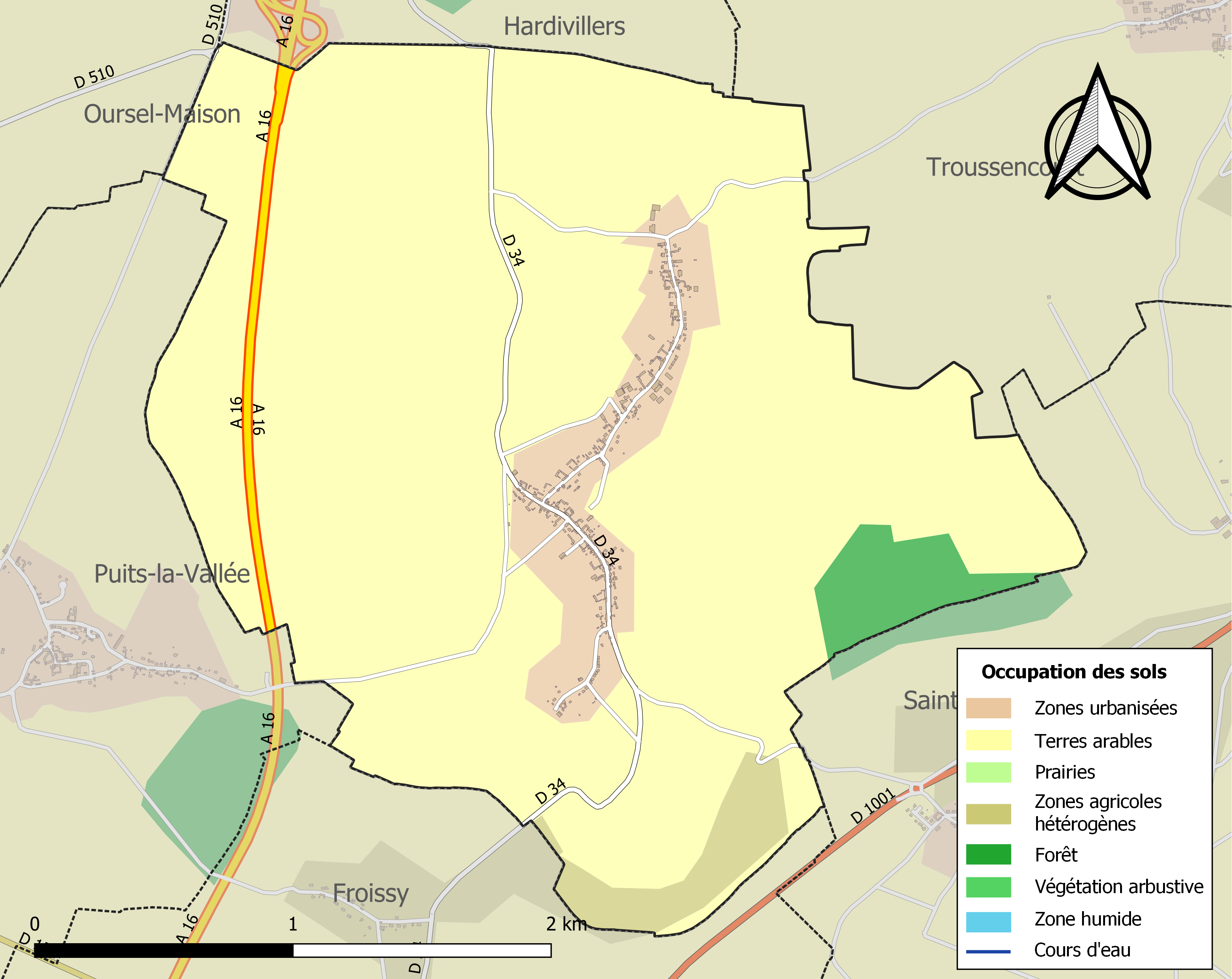
Carte des infrastructures et de l'occupation des sols de la commune en 2018 (CLC).

L'occupation des sols de la commune, telle qu'elle ressort de la base de données européenne d'occupation biophysique des sols Corine Land Cover (CLC), est marquée par l'importance des territoires agricoles (89,3 % en 2018), une proportion sensiblement équivalente à celle de 1990 (89,4 %).
La répartition détaillée en 2018 est la suivante :  terres arables (86,4 %), zones urbanisées (7,8 %), zones agricoles hétérogènes (2,9 %), forêts (2,8 %), zones industrielles ou commerciales et réseaux de communication (0,1 %).
L'évolution de l'occupation des sols de la commune et de ses infrastructures peut être observée sur les différentes représentations cartographiques du territoire : la carte de Cassini (XVIIIe siècle), la carte d'état-major (1820-1866) et les cartes ou photos aériennes de l'IGN pour la période actuelle (1950 à aujourd'hui).

### Lieux-dits, hameaux et écarts
Le hameau de la Neuve-Rue, autrefois divisé entre Maisoncelle-Tuillerie, Hardivillers et Sainte-Eusoye est intégré à la seule commune de Maisoncelle-Tuilerie par la loi du 11 juillet 1862, et est désormais en continuité du village.

### Habitat et logement
En 2021, le nombre total de logements dans la commune était de 134, alors qu'il était de 131 en 2016 et de 133 en 2011.
Parmi ces logements, 82,1 % étaient des résidences principales, 9,7 % des résidences secondaires et 8,2 % des logements vacants. Ces logements étaient pour 99,3 % d'entre eux des maisons individuelles et pour 0 % des appartements.
Le tableau ci-dessous présente la typologie des logements à Maisoncelle-Tuilerie en 2021 en comparaison avec celle de l'Oise et de la France entière. Une caractéristique marquante du parc de logements est ainsi une proportion de résidences secondaires et logements occasionnels (9,7 %) supérieure à celle du département (2,4 %) et à celle de la France entière (9,7 %).
| Typologie                                               | Maisoncelle-Tuilerie | Oise | France entière |
| ------------------------------------------------------- | -------------------- | ---- | -------------- |
| Résidences principales (en %)                           | 82,1                 | 90,5 | 82,2           |
| Résidences secondaires et logements occasionnels (en %) | 9,7                  | 2,4  | 9,7            |
| Logements vacants (en %)                                | 8,2                  | 7    | 8,1            |

### Voies de communication et transports
L'autoroute A16 limite le territoire communal à l'ouest, mais l'entrée la plus proche est celle d'Hardivillers. Le village est aisément accessible depuis l'ex-RN 30 (actuelle RD 930) et l'ex-RN 1 (actuelle RD 1001).
La commune est desservie, en 2023, par les lignes 6103, 6114 et 6140 du réseau interurbain de l'Oise.

## Toponymie
La localité a été dénommée  Maisoncellas en 1177, Mézuncelles en 1219,  Mesoncelles en 1223, Maisoncelles sous Froissy en 1575 et   Maison-celle Thuileries en 1666.
D'abord au pluriel, de l'oïl maisoncele « petite maison , cellule d'ermite ».
Au XVIIe siècle existait au village une importante tuilerie, qui donna son nom à la commune et qui disparu au XVIIIe siècle.

## Histoire

### Moyen Âge
L'abbaye Notre-Dame de Breteuil posséde des biens étendus à Maisoncelle. Une charte de.1177 du comte Raoul Ier de Clermont, lui donna la dîme sur toutes les terres qu'il avait fait défricher autour de Maisoncelle ; ayant.cette époque le pays était entièrement boisé.
En 1352, Louis de Blois, comte dé Clermont cède à l'instigation de l'abbé Alvrede, homme habile à enrichir son couvent, la terre et seigneurie de Maisoncelle à l'abbaye, moyennant une redevance de soixante-dix muids de grains.
En 1469, le village relève de la prévôté de Montdidier.

### Temps modernes
Hercule de Rouveroy, vicomte de Rouy, fait bâtir en 1613  une petite chapelle dans ce village dont il est le seigneur, et la place sous la protection de saint Charles-Borromée. La chapelle est érigée en vicariat vers l'année 1642, à cause de l'éloignement de l'église de Froissy et de la difficulté des communications ; on y établit un cimetière en 1666. Louis Graves indique en 1832 que « l'église de Maisoncelle, rebâtie  en briques vers 1688, après avoir été incendiée, est fort étroite, mal éclairée par de petites fenêtres, voûtée en bois ; la nef a été agrandie vers 1740. Le chœur est entouré de boiseries ». Cette église a été remplacée par l'actuelle, consacrée en 1864.
Au XVIIe siècle existe au village une importante tuilerie, qui donna son nom à la commune et qui disparait au XVIIIe siècle.
En 1786, un important incendie dégrade le village, et les habitants, soutenus par Charles de Paule de Barentin, demandent une suppression de la taille.
Circonscriptions d'Ancien Régime
Sur le plan religieux, le village est jusqu'au XVIIe siècle un hameau de Froissy, puis devient une paroisse dépendant du diocèse de Beauvais, archidiaconé et doyenné de Breteuil.
Pour les administrations civiles et militaires, Puits-la-Forêt dépend alors  de l'élection de Montdidier, généralité d'Amiens.

### Époque contemporaine
Au milieu du XIXe siècle, la commune compte trois moulins à vent et deux pressoirs à cidre. Une partie de la population vit du tissage de draps de laine et de bas ainsi que des chaines.
La commune obtient de l'état en 1855 une subvention pour l'acquisition d'une école. En application de la loi du 10 avril 1867, la commune, alors peuplée de 529 habitants, est censée se doter d'une école primaire pour les filles, mais, en 1881 le conseil général de l'Oise note que la commune dispose d'une école mixte.
Le village n'a jamais été desservi par le chemin de fer, mais ses habitants pouvaient le prendre à la gare de Froissy, sur la  ligne Estrées-Saint-Denis - Froissy - Crèvecœur-le-Grand, une ligne de chemin de fer secondaire à voie étroite qui a fonctionné de 1891 à 1953. En 1914, avant le début de la Première Guerre mondiale, les habitants de  plusieurs villages dont Maisoncelle, relayés par le conseiller général, demandaient sans succès la création d'un train régulier le samedi afin d'avoir une correspondance sur la ligne Beauvais-Amiens afin de pouvoir revenir du marché de Beauvais.

Le chemin de fer
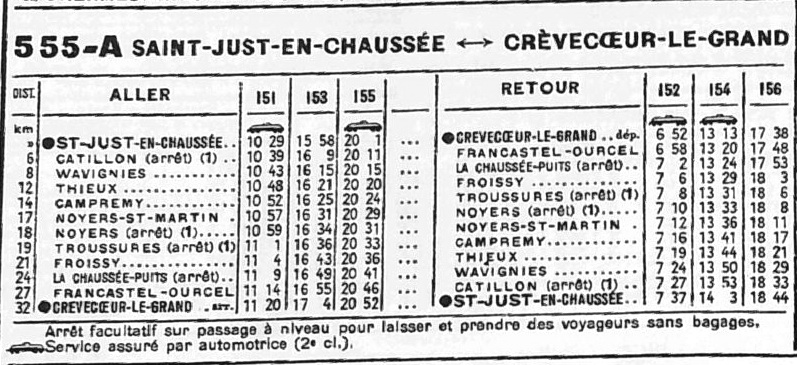
Horaires de la ligne en 1936.
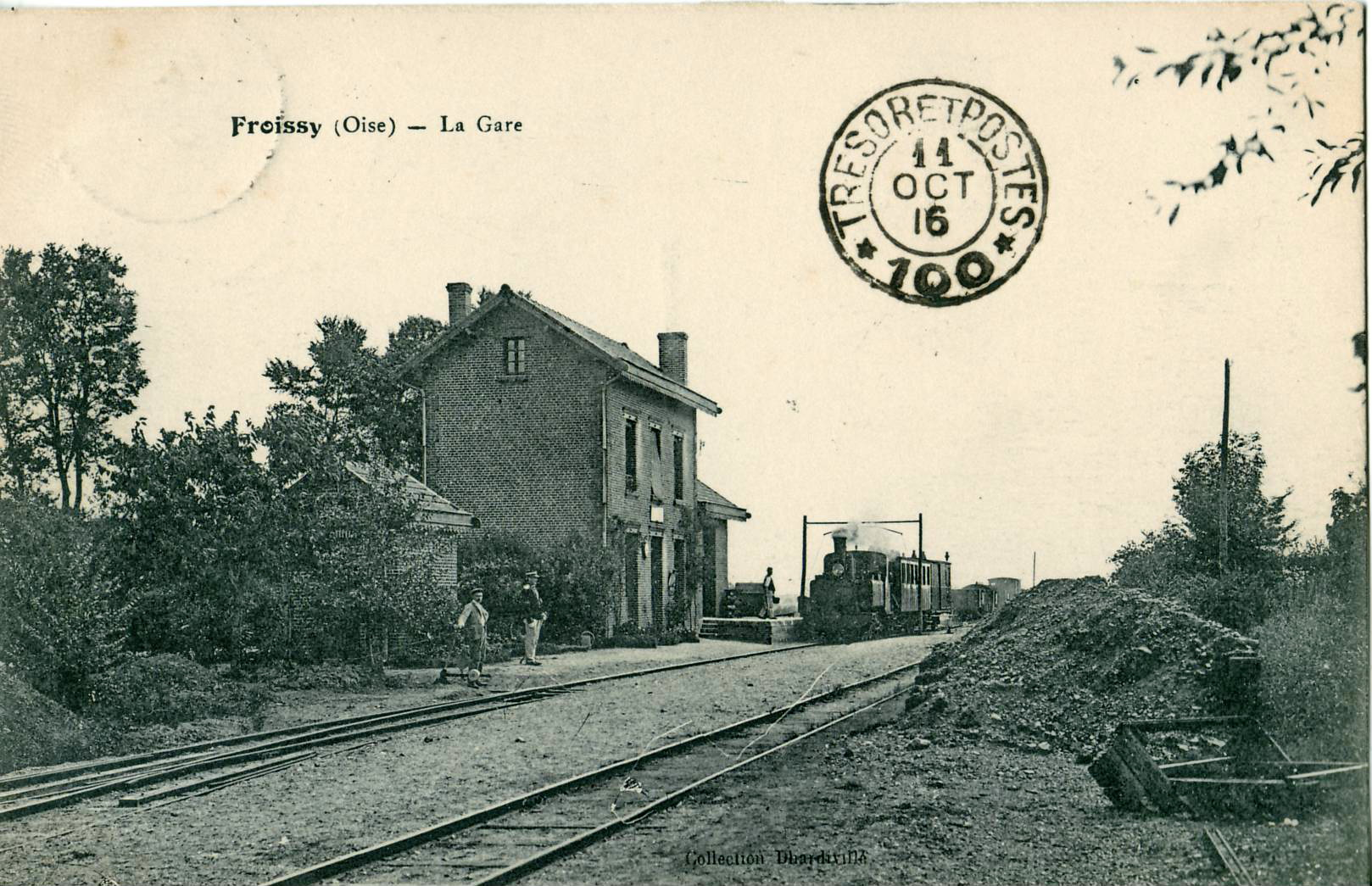
La gare de Froissy au début du XXe siècle

## Politique et administration

### Rattachements administratifs et électoraux

#### Rattachements administratifs
La commune se trouve dans l'arrondissement de Clermont du département de l'Oise.
Elle faisait partie depuis 1793 du canton de Froissy. Dans le cadre du redécoupage cantonal de 2014 en France, cette circonscription administrative territoriale a disparu, et le canton n'est plus qu'une circonscription électorale.

#### Rattachements électoraux
Pour les élections départementales, la commune fait partie depuis 2014 du canton de Saint-Just-en-Chaussée.
Pour l'élection des députés, elle fait partie de la première circonscription de l'Oise.

### Intercommunalité
La commune faisait partie de la communauté de communes des Vallées de la Brèche et de la Noye créée fin 1992.
Dans le cadre des dispositions de la loi portant nouvelle organisation territoriale de la République (Loi NOTRe) du 7 août 2015, qui prévoit que les établissements publics de coopération intercommunale (EPCI) à fiscalité propre doivent avoir un minimum de 15 000 habitants, le préfet de l'Oise a publié en octobre 2015 un projet de nouveau schéma départemental de coopération intercommunale, qui prévoit la fusion de plusieurs intercommunalités, et notamment celle de Crèvecœur-le-Grand (CCC) et celle des Vallées de la Brèche et de la Noye (CCVBN), soit une intercommunalité de 61 communes pour une population totale de 27 196 habitants.
Après avis favorable de la majorité des conseils communautaires et municipaux concernés, cette intercommunalité dénommée communauté de communes de l'Oise picarde et dont la commune est désormais membre, est créée au 1er janvier 2017.

### Liste des maires
| Période                                  | Période                        | Identité           | Étiquette | Qualité                                              |
| ---------------------------------------- | ------------------------------ | ------------------ | --------- | ---------------------------------------------------- |
| Les données manquantes sont à compléter. |                                |                    |           |                                                      |
|                                          |                                |                    |           |                                                      |
|                                          | 1900                           | M. Céleste Mention |           |                                                      |
| 1900                                     | avril 1925                     | Narcisse Levoir    |           |                                                      |
| 1925                                     | novembre 1929                  | M. Grandcolas      |           |                                                      |
| 1929                                     | mars 1935                      | Théophile Démazure |           |                                                      |
| 1935                                     | juillet 1967                   | Alfred Démazure    |           |                                                      |
| 1967                                     | septembre 2005                 | Michel Carlier     |           | Chef d'entreprise                                    |
| septembre 2005                           | En cours (au 23 novembre 2024) | Gérard Levoir      |           | Agriculteur retraité Réélu pour le mandat 2020-2026, |

## Équipements et services publics

### Enseignement

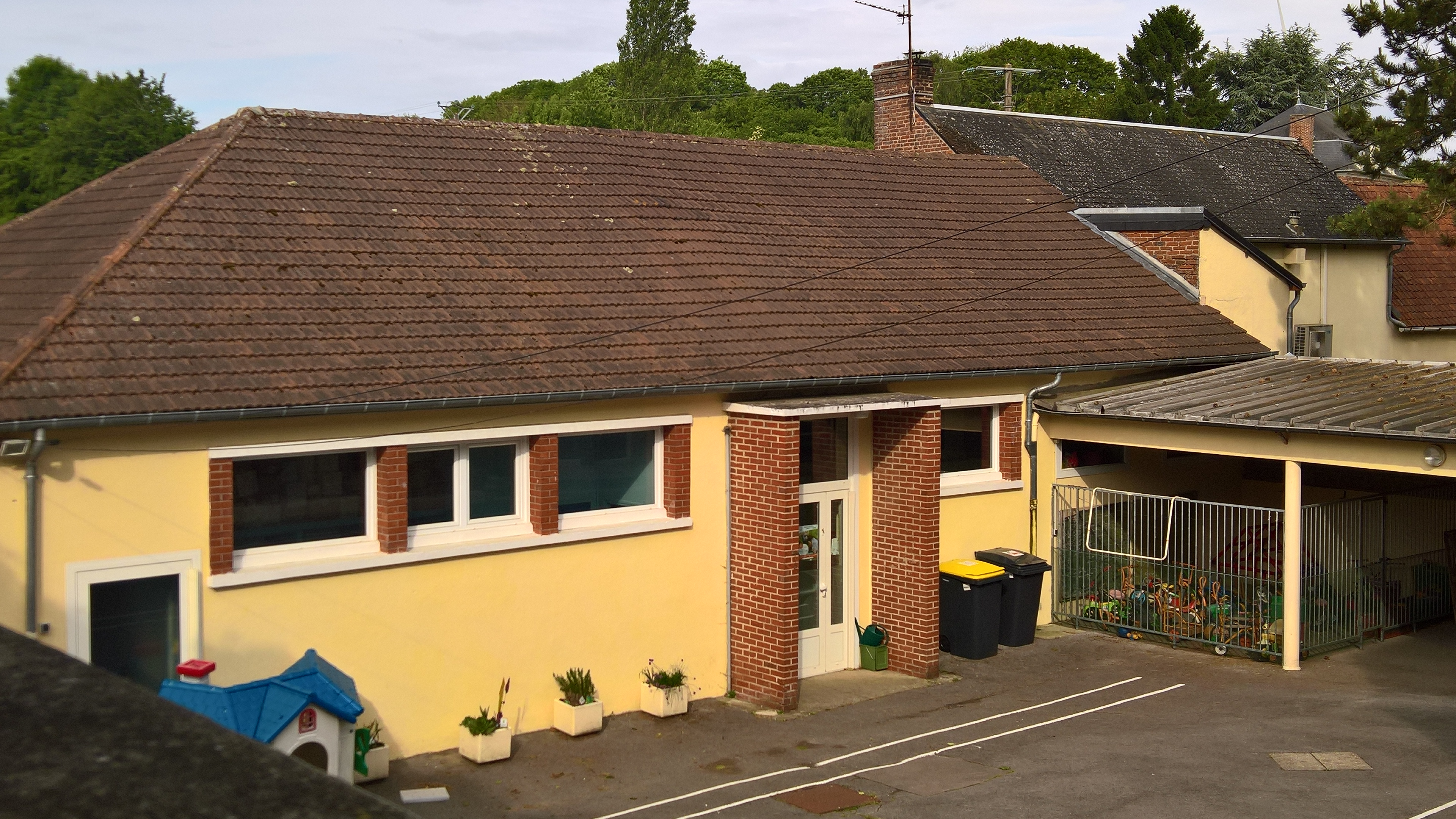
La cour d'école.

Les enfants du village sont scolarisés dans le cadre du regroupement pédagogique intercommunal organisé depuis plusieurs dizaines d'années par les communes d'Hardivillers, Troussencourt et Maisoncelle-Tuilerie, et qui accueille une centaine d'élèves en 2016-2017 et 105 en 2017-2018. Maisoncelle-Tuilerie accueille une classe  de petite et moyenne section.
Il est administré par le syndicat scolaire qui regroupe en 2016 les communes de Froissy, Noirémont, Sainte-Eusoye, Maisoncelle-Tuilerie et Puits-la-Vallée.

## Population et société

### Démographie
Les habitants sont appelés les Maisoncellois et les Maisoncelloises.

#### Évolution démographique
L'évolution du nombre d'habitants est connue à travers les recensements de la population effectués dans la commune depuis 1793. Pour les communes de moins de 10 000 habitants, une enquête de recensement portant sur toute la population est réalisée tous les cinq ans, les populations de référence des années intermédiaires étant quant à elles estimées par interpolation ou extrapolation. Pour la commune, le premier recensement exhaustif entrant dans le cadre du nouveau dispositif a été réalisé en 2005.

En 2022, la commune comptait 287 habitants, en évolution de −4,97 % par rapport à 2016 (Oise : +0,87 %, France hors Mayotte : +2,11 %).
| 1793 | 1800 | 1806 | 1821 | 1831 | 1836 | 1841 | 1846 | 1851 |
| ---- | ---- | ---- | ---- | ---- | ---- | ---- | ---- | ---- |
| 521  | 502  | 565  | 481  | 504  | 525  | 478  | 460  | 430  |

| 1856 | 1861 | 1866 | 1872 | 1876 | 1881 | 1886 | 1891 | 1896 |
| ---- | ---- | ---- | ---- | ---- | ---- | ---- | ---- | ---- |
| 386  | 419  | 529  | 543  | 524  | 505  | 485  | 462  | 405  |

| 1901 | 1906 | 1911 | 1921 | 1926 | 1931 | 1936 | 1946 | 1954 |
| ---- | ---- | ---- | ---- | ---- | ---- | ---- | ---- | ---- |
| 364  | 345  | 344  | 250  | 257  | 213  | 203  | 242  | 248  |

| 1962 | 1968 | 1975 | 1982 | 1990 | 1999 | 2005 | 2006 | 2010 |
| ---- | ---- | ---- | ---- | ---- | ---- | ---- | ---- | ---- |
| 236  | 209  | 164  | 183  | 220  | 248  | 313  | 314  | 309  |

| 2015 | 2020 | 2022 | - | - | - | - | - | - |
| ---- | ---- | ---- | - | - | - | - | - | - |
| 301  | 284  | 287  | - | - | - | - | - | - |

#### Pyramide des âges
La population de la commune est relativement jeune.
En 2018, le taux de personnes d'un âge inférieur à 30 ans s'élève à 32,4 %, soit en dessous de la moyenne départementale (37,3 %). À l'inverse, le taux de personnes d'âge supérieur à 60 ans est de 19,3 % la même année, alors qu'il est de 22,8 % au niveau départemental.
En 2018, la commune comptait 144 hommes pour 151 femmes, soit un taux de 51,19 % de femmes, légèrement supérieur au taux départemental (51,11 %).
Les pyramides des âges de la commune et du département s'établissent comme suit.
| Hommes | Classe d’âge | Femmes |
| ------ | ------------ | ------ |
| 0,0    | 90 ou +      | 0,7    |
| 5,8    | 75-89 ans    | 3,4    |
| 15,8   | 60-74 ans    | 13,1   |
| 25,9   | 45-59 ans    | 23,4   |
| 22,3   | 30-44 ans    | 24,8   |
| 11,5   | 15-29 ans    | 14,5   |
| 18,7   | 0-14 ans     | 20,0   |

| Hommes | Classe d’âge | Femmes |
| ------ | ------------ | ------ |
| 0,5    | 90 ou +      | 1,4    |
| 5,5    | 75-89 ans    | 7,6    |
| 15,6   | 60-74 ans    | 16,3   |
| 20,8   | 45-59 ans    | 20     |
| 19,4   | 30-44 ans    | 19,4   |
| 17,6   | 15-29 ans    | 16,2   |
| 20,6   | 0-14 ans     | 19,1   |

## Culture locale et patrimoine

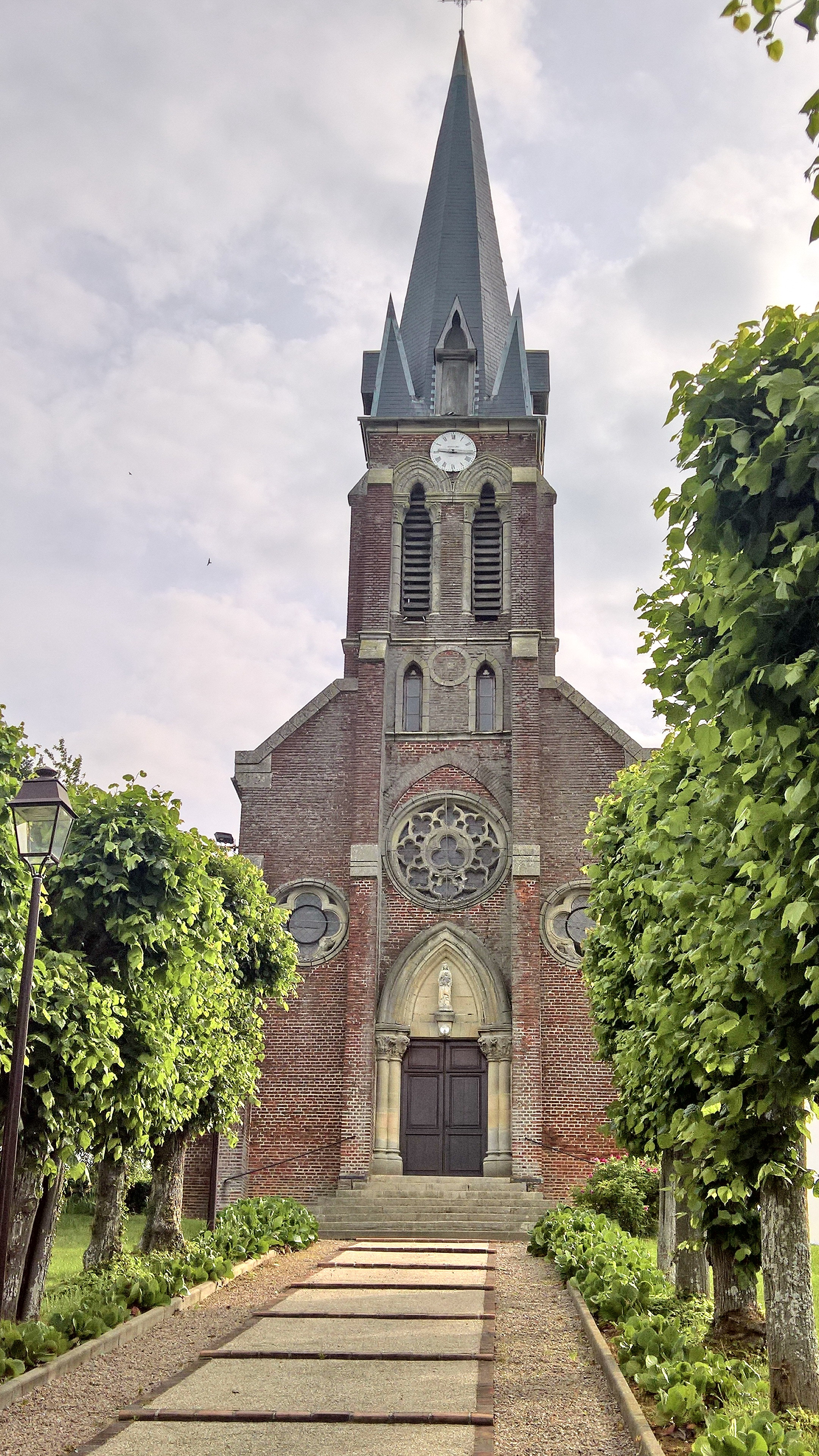
L'église Saint-Claude.

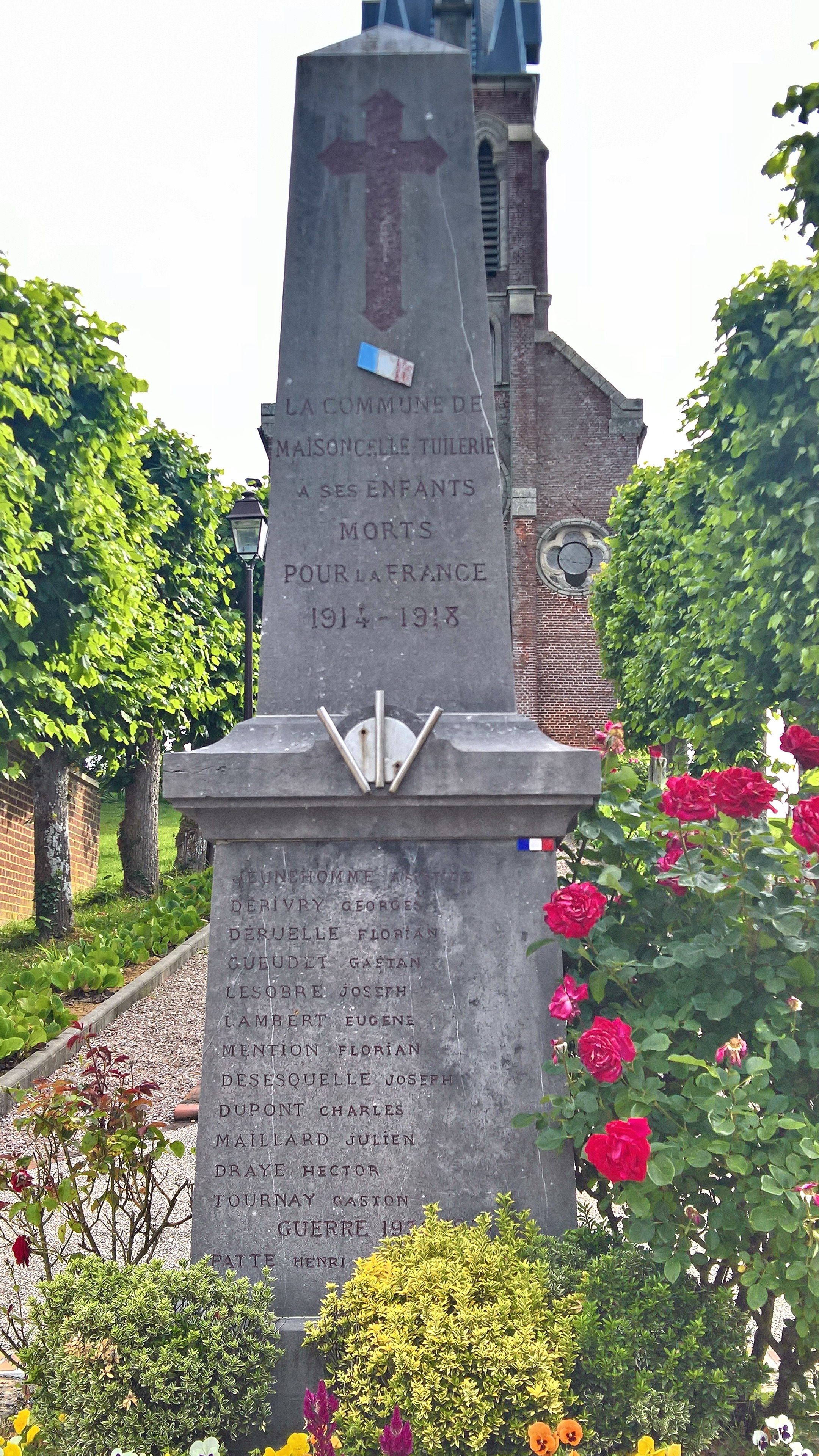
Le monument aux morts

### Lieux et monuments
- Église Saint-Claude-et-Saint-Charles : édifice de style néo-gothique construit en brique consacré en 1864. Un petit autel du XVIIe siècle , provenant de l'ancienne église, a été remonté dans le croisillon sud[42]. Une campagne de travaux de restauration est engagée en 2020[43], comprenant l'installation d'une nouvelle statue de la Vierge au-dessus du porche, réalisée par l'artisan d'art Cédric Courtois[44].

- Château, semblant dater du XIXe siècle

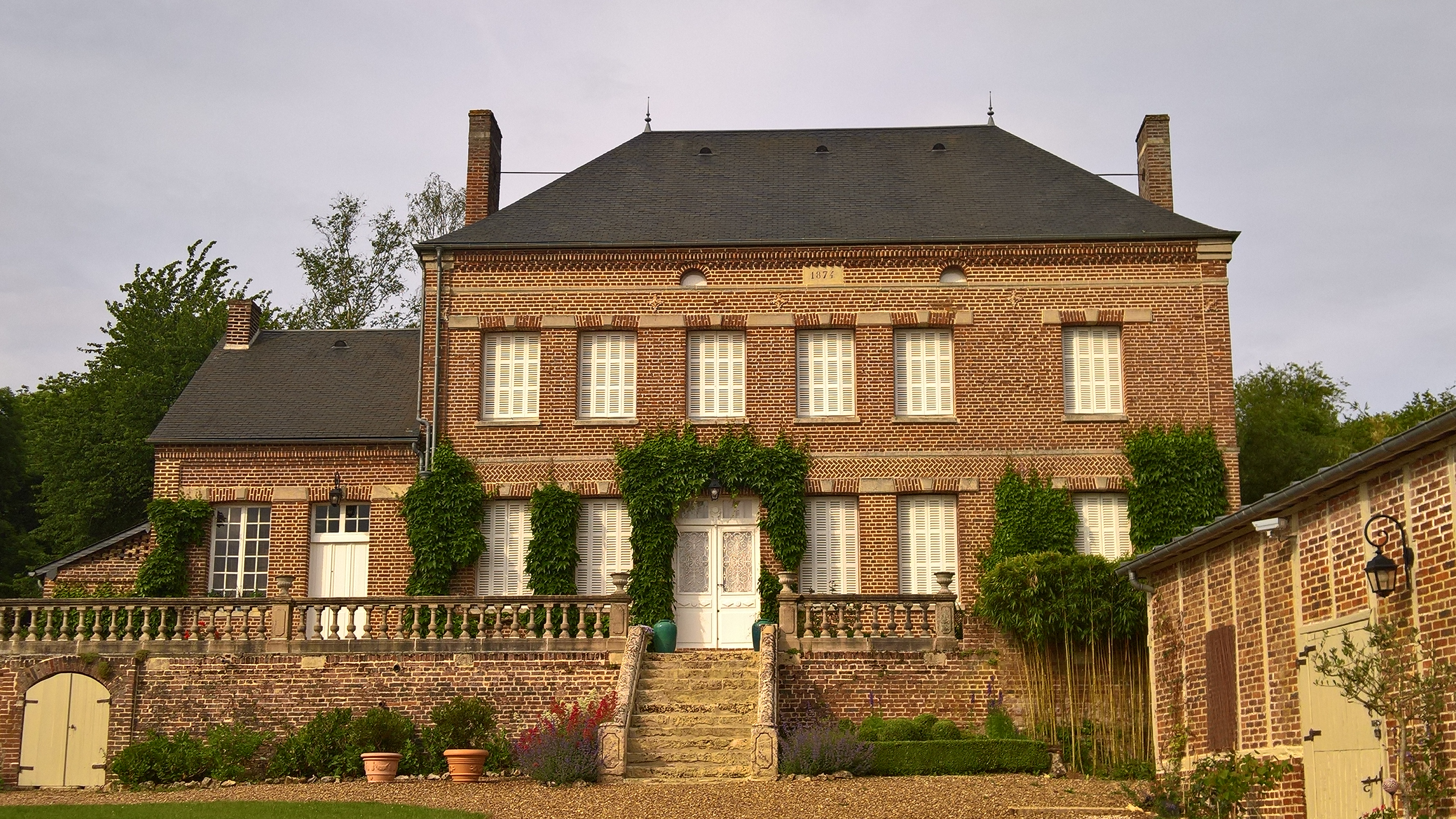
Le château

- Anciens puits[45], dont l'un restauré avec l'aide de l'intercommunalité[46]

## Pour approfondir